# Raid: World War II
Raid: World War II est un jeu vidéo de tir à la première personne développé par Lion Game Lion et édité par Starbreeze Studios pour Microsoft Windows.

## Synopsis
Pendant la Seconde Guerre mondiale, les nazis sont sur le point de gagner la guerre en Europe. Quatre prisonniers de guerre, Sterling, Rivet, Kurgan et Wolfgang ont été libérés par "Mrs. White ", un agent de renseignement britannique, qui a besoin de quelqu'un pour vaincre Hitler et l'Allemagne nazie. Leur objectif est de mener la guerre sans règles ni pitié. Leur récompense est tout l'or nazi qu'ils peuvent dérober.

## Développement
Raid: World War II a été développé par Lion Game Lion, un studio partenaire croate de Starbreeze, qui a développé du contenu téléchargeable pour Payday 2. L'équipe a choisi de travailler sur Diesel, un moteur de jeu conçu par Overkill Software, car ils ont une vaste expérience de travail là-dessus. Le jeu dispose d'un budget de 8 millions de dollars, financé par Starbreeze Studios.

## Accueil
Sur Metacritic, il a un score global de 53% sur PC, 46% sur Playstation 4 et Xbox One. IGN a attribué au jeu une note de 5,0. PlayStation Lifestyle obtient une note de 5,5/10. Push Square obtien 2/10. TheSixthAxis a noté le jeu 3 sur 10. Game Informer a obtenu une note de 4 sur 10.
Un journaliste de Jeuxvideo.com affirme : « C’est la guerre ! Troué de bugs et vidé de proposition intéressante, RAID : World War 2 peine à cacher son manque de moyens avec ses cinématiques potaches et le flou de son field of view. ».